# Karel Dlouhý
Karel Dlouhý (21. září 1922 Horní Kamenice ― 22. ledna 2005 Praha) byl český letecký konstruktér a sportovní pilot - plachtař. Byl hlavním konstruktérem našeho nejslavnějšího větroně L-13 Blaník, a vysokovýkonného větroně L-21 Spartak. Později, jako vedoucí projekce Aero Vodochody, se významně podílel i na návrhu cvičných proudových letadel L-39 Albatros, L-39MS a L-59, i na návrhu turbovrtulového civilního dopravního letounu Ae 270 Ibis.

## Profesní život
Karel Dlouhý se od mládí aktivně věnoval létání. Jako sportovní pilot - plachtař se stal prvním držitelem Zlatého odznaku FAI (tzv. zlatého C) u nás. Působil i jako instruktor v Aeroklubu leteckých a automobilových závodů ALAZ v pražských Letňanech. Jako pilot si zalétal také ve filmu Vítězná křídla z roku 1950.
Letecké konstrukci se věnoval po celý svůj profesní život. V první etapě se úspěšně věnoval především konstrukci bezmotorových letadel. Již krátce po válce se v rámci konstrukční skupiny tzv. "Vysokoškolského letu" podílel na konstrukci a provedl aerodynamické výpočty kluzáku VLP-1 Šroubek Ferdík, na kterém si i zalétal při jeho slavnostním předvedení 30. srpna 1947. Pak se stal členem konstrukční skupiny vedené konstruktérem Vladimírem Štrosem, která se v roce 1947 vydělila z bývalé konstrukční kanceláře firmy Letov a v rámci tzv. Sdružených konstrukcí, které se soustředily ve vysočanské Aerovce, se z ní stala konstrukční skupina LF zaměřená na konstrukci větroňů (podle současné terminologie kluzáků). Prvním z nich byl akrobatický větroň L-107 Luňák. Od roku 1953 se Karel Dlouhý zabýval studií moderního dvoumístného větroně, původně označeného LP-110. V roce 1954 vznikla první konstrukční dokumentace větroně, tentokrát již označeného L-13, vyznačujícího se celokovovou stavbou a laminárním profilem křídla. V roce 1954 se projekt, pod vedením Karla Dlouhého, jako hlavního konstruktéra, dostal do programu nově utvořené konstrukční kanceláře VZLÚ. Konstrukce kluzáku L-13 Blaník byla dokončena v roce 1955. V prototypové dílně VZLÚ byly v roce 1956 vyrobeny první dva prototypy. Sériově se vyráběl v Kunovicích a co do počtu vyrobených kusů i zemí kam byl exportován se stal naším nejúspěšnějším bezmotorovým letadlem. Prakticky současně, ale mimo běžné pracovní úkoly, vypracovala konstrukční skupina Karla Dlouhého návrh celodřevěného jednosedadlového vysokovýkonného větroně (kluzáku) L-21 Spartak, který byl postaven v roce 1956 ve vývojovém plachtařském středisku v Medlánkách ve třech exemplářích. Později se konstrukční činnost Karla Dlouhého v rámci VZLÚ rozšířila i do dalších kategorií letadel. Tyto projekty ale nedospěly do realizace.
V roce 1963 dokončil Karel Dlouhý studia na letecké fakultě VAAZ v Brně a nastoupil do Projekce VZLÚ. Provedl zde, mimo jiné, rozbory návrhu nového zemědělského letounu Z-37 Čmelák a stal se i autorem několika studií malých dopravních letadel. Spolu s Janem Vlčkem se zde zabýval možností modernizace letounu L-29 Delfín na letoun pro základní výcvik L-129, na který by ve výcvikovém systému vojenských pilotů navazoval pokračovací nadzvukový L-39 M1. Po vypsání požadavků na nový cvičný proudový letoun v lednu 1964 byly ve VZLÚ zahájeny práce na projektu L-39, který vedl Ing. Jan Vlček, jako hlavní konstruktér a jeho nejbližším spolupracovníkem byl Ing. Karel Dlouhý, jako vedoucí projekce. Následně se v roce 1965 celá konstrukční skupina přesunula do Aero Vodochody, kde byl vývoj letounu dokončen. Ing. Karel Dlouhý sehrál zásadní roli při vývoji L-39 i L-39MS. Definoval technickou koncepci těchto strojů a dlouhá léta vedl útvar Projekce, což byl útvar, který v rámci úseku vývoje Aero Vodochody měl na starosti koncepční návrhy, kterými se zabývala návrhová skupina, a dále všechny teoretické disciplíny, tedy pevnostní výpočty, aerodynamické výpočty, aeroelasticitu, hmotnostní rozbory, hodnotové inženýrství, spolehlivost, design, aj. Pod jeho vedením tým projekce, který zahrnoval okolo padesáti pracovníků ve výše uvedených skupinách, rozpracoval všechny následné verze letounu L-39 a zahájil i práce na projektu L-270, později přeznačeném na Ae-270. Karel Dlouhý se svými nejbližšími spolupracovníky rozpracovával i různé možné koncepce další generace cvičných proudových letounů, označované např. L-49, k jejíž realizaci ale nedošlo.
Leteckým konstrukcím se Karel Dlouhý věnoval i po odchodu do důchodu v rámci vlastní konstrukční firmy, kde se navíc zabýval i konstrukcí okruhových závodních vozů. S tou začal již v 80. létech, např. spoluprací na návrhu úspěšného závodního vozu RAF 81 Formule Easter.
Na domě v Kladrubské ulici č. 303 v pražských Letňanech, kde Karel Dlouhý i Jan Vlček bydleli, mají oba společnou pamětní desku.

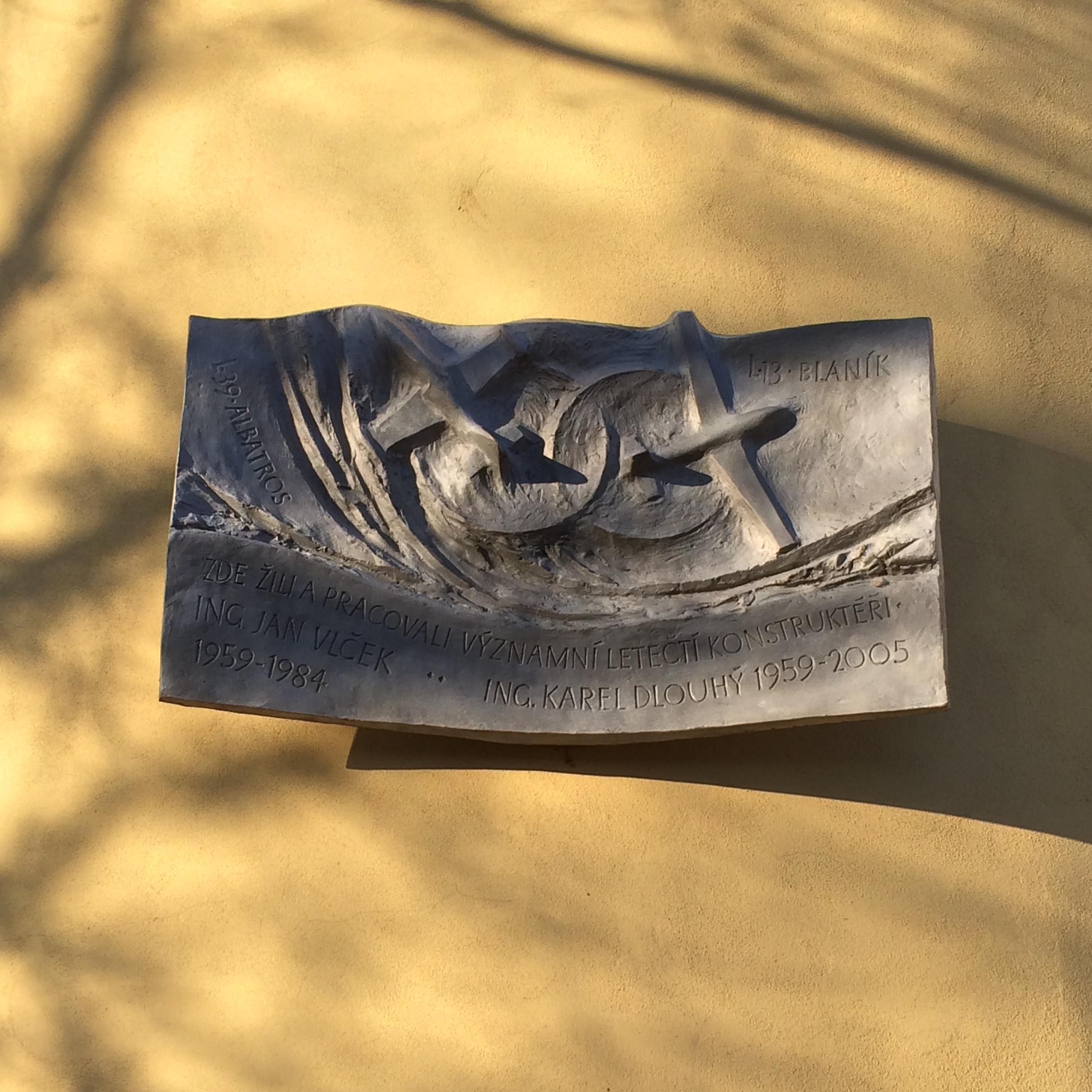
Pamětní deska Karla Dlouhého a Jana Vlčka